# الحرب السوفيتية الأوكرانية
الحرب السوفيتية الأوكرانية هي مصطلح شائع الاستخدام في أوكرانيا بعد الاتحاد السوفييتي يُطلق على الأحداث التي وقعت بين عامي 1917 و1921، تُعتبر الآن حرباً في جوهرها بين جمهورية أوكرانيا الشعبية وجمهورية روسيا السوفييتية. نشأت الحرب بعيد ثورة أكتوبر عندما أوفد لينين حملة أنتونوف العسكرية إلى أوكرانيا وجنوب روسيا.
ينظر إليها العرف التاريخي السوفييتي على أن أوكرانيا كانت مُحتلّة من قبل قوات عسكرية من غرب ووسط أوروبا، متضمنة جيش الجمهورية البولندية، والنصر البلشفي يشكل تحرر أوكرانيا من هذه القوات. وفي المقابل، يعتبرها المؤرخون الأوكرانيون المعاصرون حرب استقلال فاشلة قامت بها جمهورية أوكرانيا الشعبية ضد جمهورية روسيا السوفييتية، انتهت بسقوط أوكرانيا تحت الاحتلال الروسي السوفييتي.

## تأريخ
في علم التأريخ والاصطلاحات الروسيين، يوصف النزاع المسلح على أنه جزء من الحرب الأهلية الروسية الأكبر منه: في أوكرانيا، كان طرفا هذه الحرب هما الحكومة الوطنية (بقيادة سيمون بتليورا) والحكومة البلشفية (بقيادة لينين).
يمكن تقسيم هذه الحرب إلى ثلاث مراحل:
1. من ديسمبر عام 1917- أبريل عام 1918: أيام ثورية، الانتفاضات البلشفية، غزو تشكيلات الحرس الأحمر، توقيع معاهدة حماية، والتحرر من البلشفيين.
2. من ديسمبر 1918- ديسمبر 1919: حرب أهلية في أوكرانيا، غزو الجيش الأحمر، توحيد أوكرانيا، انتفاضات الفلاحين ضد السوفييت، تدخل جيش دينيكين التطوعي والحلفاء، خسارة غرب أوكرانيا لصالح بولندا.
3. من ربيع 1920- خريف 1921: الحرب البولندية السوفييتية (معاهدة وارسو)، الحرب الروسية الأهلية (بين جيوش البلشفيين وقوات جنوب روسيا المسلحة)، عمليات حرب العصابات الأوكرانية (حملات الشتاء الأول والثاني)، حكومة في المنفى.

### وثائق هامة
- تصريحات المجلس المركزي الأوكراني (تصريحات عالمية).
- إنذار مجلس مفوضي الشعب إلى المجلس المركزي الأوكراني.
- معاهدة بريست-ليتوفسك (أوكرانيا-دول المركز) التي ضمنت حالة حياد لأوكرانيا بصفتها منطقة عازلة لصالح دول المركز، بالإضافة إلى حماية عسكرية، ومفاوضات سلام مع بلشفيي الجمهورية الاتحادية الاشتراكية الروسية.
- قانون توحيد، توحيد غرب أوكرانيا.
- معاهدة وارسو، الميثاق البولندي-الأوكراني المعادي للبلشفيين.
- صلح ريغا، وتقسيم أوكرانيا.

## خلفية
طالبت الجنسيات داخل الإمبراطورية القيصيرية (أعيد تسميتها إلى الجمهورية الروسية) بعد ثورة فبراير عام 1917 بالاستقلال الوطني عن بيتروغراد (سانت بطرسبرغ). وافقت الحكومة الانتقالية في صيف عام 1917 على إدارة إقليمية لبعض أجزاء أوكرانيا القيصيرية السابقة.
في أكتوبر من عام 1917، شجبت الحكومة الأوكرانية الثورة البلشفية المسلحة وأعلنت أنها ستحارب بحسم أي محاولة انقلاب في أوكرانيا. نُظمت لجنة مشتركة خاصة بحماية الثورة لإبقاء الوضع تحت السيطرة. حاولت قيادة منطقة كييف العسكرية وقف انقلاب بلشفي، الأمر الذي قاد إلى حروب شوارع واستسلام الجنود الموالين للبلشفية في المدينة في النهاية. يوم 14 نوفمبر من عام 1917، أصدر المجلس المركزي الأوكراني «مناشدة المجلس المركزي لمواطنين أوكرانيا» الذي أقر فيه نقل سلطة الدولة في أوكرانيا إلى أوكرانيا نفسها. يوم 16 نوفمبر عُقدت جلسة مشتركة بين المجلس المركزي واللجنة التنفيذية للمجلس الأول الروسي للعمال والجند السوفييت أُقر فيها المجلس المركزي الأوكراني بصفته السلطة الإقليمية في أوكرانيا. يوم 20 نوفمبر من عام 1917، أعلن المجلس المركزي الأوكراني أن أوكرانيا أصبحت الجمهورية الأوكرانية الشعبية وهي جزء مستقل من الجمهورية الروسية وحدد موعدًا يوم 9 يناير من عام 1918 لإجراء انتخابات الجمعية الأوكرانية الناخبة. عبّر أمين عام الشؤون العسكرية سيمون بتليورا عن نواياه في توحيد كلا الجبهتين الجنوبية الغربية والرومانية التين كانتا ممتدتين عبر أوكرانيا إلى جبهة أوكرانية واحدة تحت قيادة الكولونيل العام ديمتري شيرباشيف.
يوم 17 ديسمبر من عام 1917، خطط البلشفيون لمجلس أوكراني سوفييتي وفي يومي 11 و12 ديسمبر من عام 1917 توجهوا لعقاب عددٍ من الانتفاضات حول أوكرانيا في كييف وأوديسا وفينيتسيا. التي هُزمت على يد المجلس المركزي بنجاح. يوم 17 ديسمبر من عام 1917، أرسل مجلس مفوضي الشعب، الذي بدأ محادثات السلام مع دول المركز سابقًا في الشهر نفسه، إنذارًا مدته 48 ساعة إلى المجلس المركزي الأوكراني يطلب فيه إيقاف «أفعاله المعادية للثورة» وإلا فليتجهّز للحرب. في يوم 17 ديسمبر أيضًا، قاد رينغولد بيرزينس جنوده من مينسك إلى خاركيف وصولًا لدون. واشتبكوا في نزاع مسلح مع جنود أوكرانيين رفضوا السماح للقوات الحمراء بالعبور (ثلاثة أفواج وفرقة مدفعية) عند محطة سكك حديدية في باخماتش. لم يقبل المجلس المركزي الاتهامات وأعلن شروطه: الاعتراف بجمهورية أوكرانيا الشعبية، عدم التدخل بشؤونها الداخلية وشؤون الجبهة الأوكرانية المُنشأة حديثًا، إذنًا بنقل الجنود المُتأكرنين إلى أوكرانيا، قسمًا من الأموال التي كانت إمبراطوريةً سابقًا، ومقعدًا لجمهورية أوكرانيا الشعبية في مفاوضات السلام العامة. في اليوم نفسه، اعترف المجلس الأوكراني السوفييتي في كييف، بعد رحيل الموفدين البلشفيين، بسلطة الحكومة الأوكرانية واستنكر إنذار الحكومة الروسية. واستنكر البلشفيون الأوكرانيون بدورهم هذا المجلس ونظموا واحدًا آخرَ في خاركيف. في اليوم التالي، قرر مجلس مفوضي الشعب في موسكو الحرب. عُين فلاديمير أنتونوف-أوفسينكو قائدًا عامًا للحملة العسكرية على كالدين وجنوب روسيا، بينما بدأت القوات الحمراء بالاحتشاد قريبًا من حدود أوكرانيا في (بريانسك-بيلغورود).
انضم البلشفيون الكييفيون الذين فروا إلى خاركيف إلى مجلس السوفييت الإقليمي لجمهورية دونتيسك – كريفي ريه السوفييتية. ثم أعلنوا هذا الاجتماع أول مجلس أوكراني سوفييتي وأُعلن فيه تشكيل الجمهورية الأوكرانية السوفييتية الشعبية. اعتبرت هذه الجمهورية المجلس المركزي الأوكراني عدوًا للشعب وأعلنت الحرب ضده يوم 2 يناير. قطع المجلس المركزي بعد ذلك كل علاقاته مع بيتروغراد يوم 22 يناير من عام 1918، وأعلن استقلاله، وبالتالي مباشرة حرب الاستقلال الأوكرانية. وفي هذه النقطة تقريبًا بدأت القوات البلشفية بغزو أوكرانيا من ناحية روسيا. وغزت وحدات عسكرية روسية من جهة خاركيف وموسكو ومينسك مع أسطول بحر البلطيق أوكرانيا.

## الحرب

### من ديسمبر عام 1917 – حتى أبريل 1918
بدأ البلشفيون بأعداد تقارب 30,000 جندي مؤلفون من جند روسيين نظاميين متمركزين على الجبهة، عدد من الوحدات المرابطة، وفصائل من الحرس الأحمر مؤلفة من عمال من خاركوف غوبيرنيا ودونباس، التقدم من ناحية الشمال الشرقي بقيادة فلاديمير أنتونوف-أوفسينكو وميخائيل مورافيوف. كان عدد القوات الأوكرانية وقتها نحو 15,000 جندي مؤلفة من فصائل تطوعية وكتائب من القوزاقيين الأحرار وفيلق رجال البندقية الأوكراني.
رافق غزو القوات الموالية للسوفييتية من ناحية روسيا انتفاضات في أوكرانيا بدأها البلشفيون المحليون في المدن المتقدمة على امتداد الضفة الشرقية والضفة الغربية لنهر دنيبر. أجرى البلشفيون في فينيتسيا انتفاضة ناجحة بقيادة يفجينيا بوشك في وقت ما من ديسمبر عام 1917. تسلموا قيادة فيلق الحرس الثاني وتحركوا ناحية كييف لمساعدة البلشفيين في المدينة. تمكن بافلو سكوربادسكي مع فوجه من القوزاقيين الأحرارمن إيقافهم قريبًا من جميرينكا وتجريدهم من سلاحهم ثم رحلهم إلى روسيا. احتلت القوات البلشفية الأخرى خاركيف (26 ديسمبر) وييكاتيرينوسلاف (9 يناير) وأليكساندروفسك (15 يناير) وبولتافا (20 نياير) في طريقهم إلى كييف. يوم 27 يناير، التقت المجموعات العسكرية البلشفية في باخماتش وانطلقت تحت قيادة مورافيوف لاحتلال كييف.